# Europarque

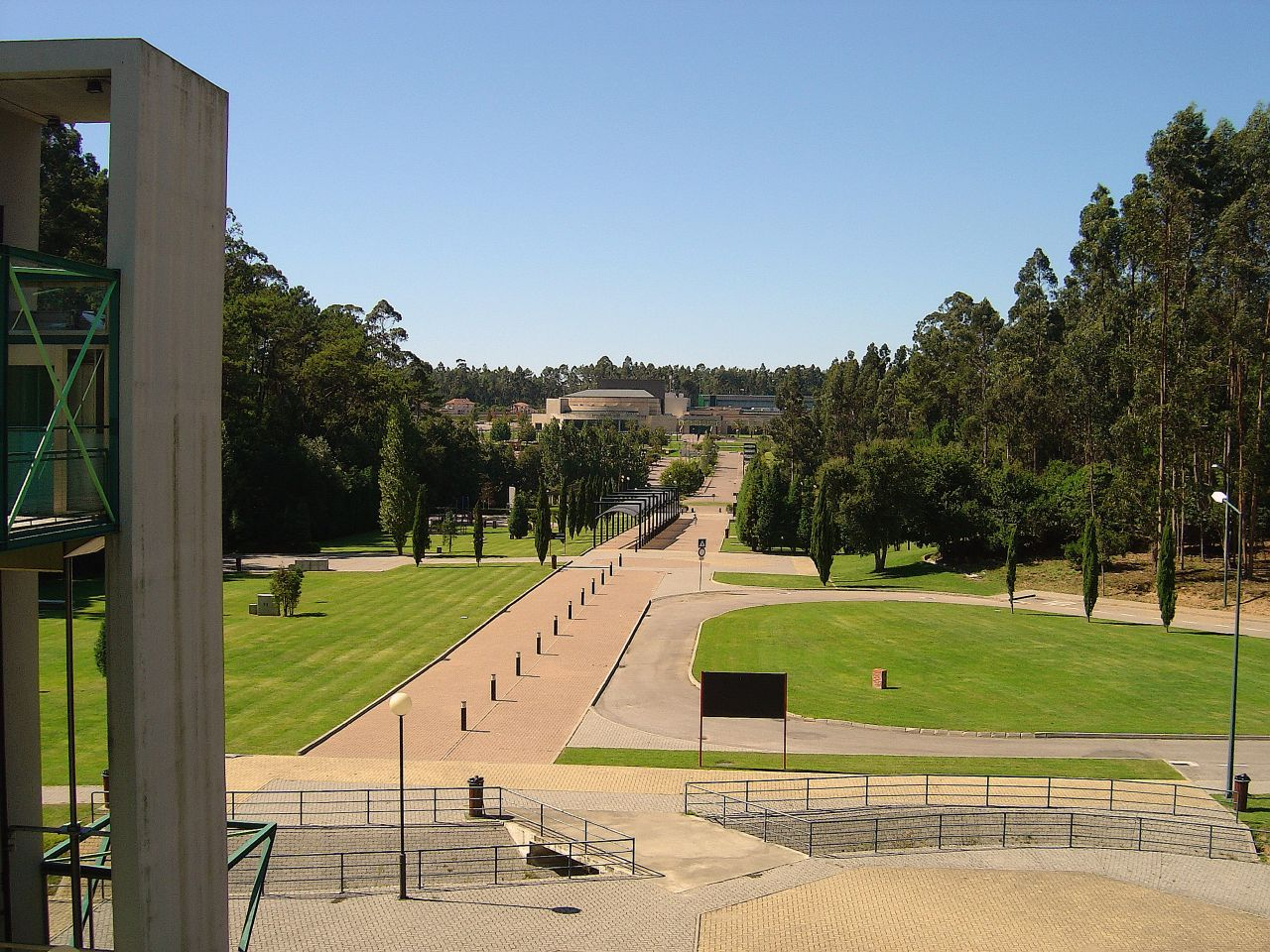
Fotografía tomada en la parte exterior.

Europarque es un centro de convenciones público en la freguesia portuguesa de Espargo, en Santa Maria da Feira. Se encuentra 25 kilómetros al sur de la ciudad de Oporto.
Fue construido en 1995 con la intención de crear un gran espacio capaz de acoger grandes congresos, conferencias, reuniones, convenciones, exposiciones y talleres; y cuya estructura permitiese la realización de múltiples eventos de manera simultánea sin ninguna interferencia entre ellos.
Europarque cuenta con un auditorio de 1.414 asientos, una sala polivalente de 7200 metros cuadrados y numerosas salas de conferencias de entre 35 y 1.000 m² adecuados para albergar numerosos eventos, con unos aforos que rondan desde las 20 a las 11.000 personas.
Dentro de sus 150 hectáreas de terreno, se ha construido el Visionarium ("Centro de Ciência do Europarque") que cuenta con un museo interactivo dedicado a la divulgación científica.
Allí también se encuentran el Instituto para el Desarrollo y la Innovación Tecnológica (IDIT) en el que se proporcionan servicios de investigación y desarrollo; y el Feira Park, diseñado para el alojamiento de la ciencia y tecnología.
En sus primeros años estuvo gestionado por la Asociación Empresarial de Portugal (AEP) y por la dirección de la Feria Internacional de Oporto (Exponor), pero tras un incumplimiento financiero, el 19 de febrero de 2015 por decisión del Consejo de Ministros Portugués la dirección de Europarque pasó a estar en manos del Consejo Municipal de Santa Maria da Feira por los próximos 50 años.
En este recinto se han llevado a cabo grandes conciertos, musicales, ballet y otros eventos culturales. Por aquí han pasado nombres importantes de la música portuguesa como son Amália Rodrigues, Bernardo Sassetti, Carlos do Carmo, Dulce Pontes, Mário Laginha, Mariza, Pedro Burmester o Rodrigo Leão y también artistas internacionales como Dionne Warwick, José Carreras, Martinho da Vila, Michael Nyman, Tony Bennett, la banda Marillion o la Orquesta Sinfónica de Londres entre otros muchos.
El Europarque es una de las sedes candidatas para acoger la LXIII Edición del Festival de la Canción de Eurovisión 2018, que se celebrará por primera vez en el país, gracias a la victoria del cantante Salvador Sobral con su "Amar pelos dois".
Junto a esta se encuentran otras sedes candidatas como el MEO Arena de la capital, el Pavilhão Multiusos de Guimarães de Guimarães o el Estadio Algarve de Faro.